# Emmy Rossum

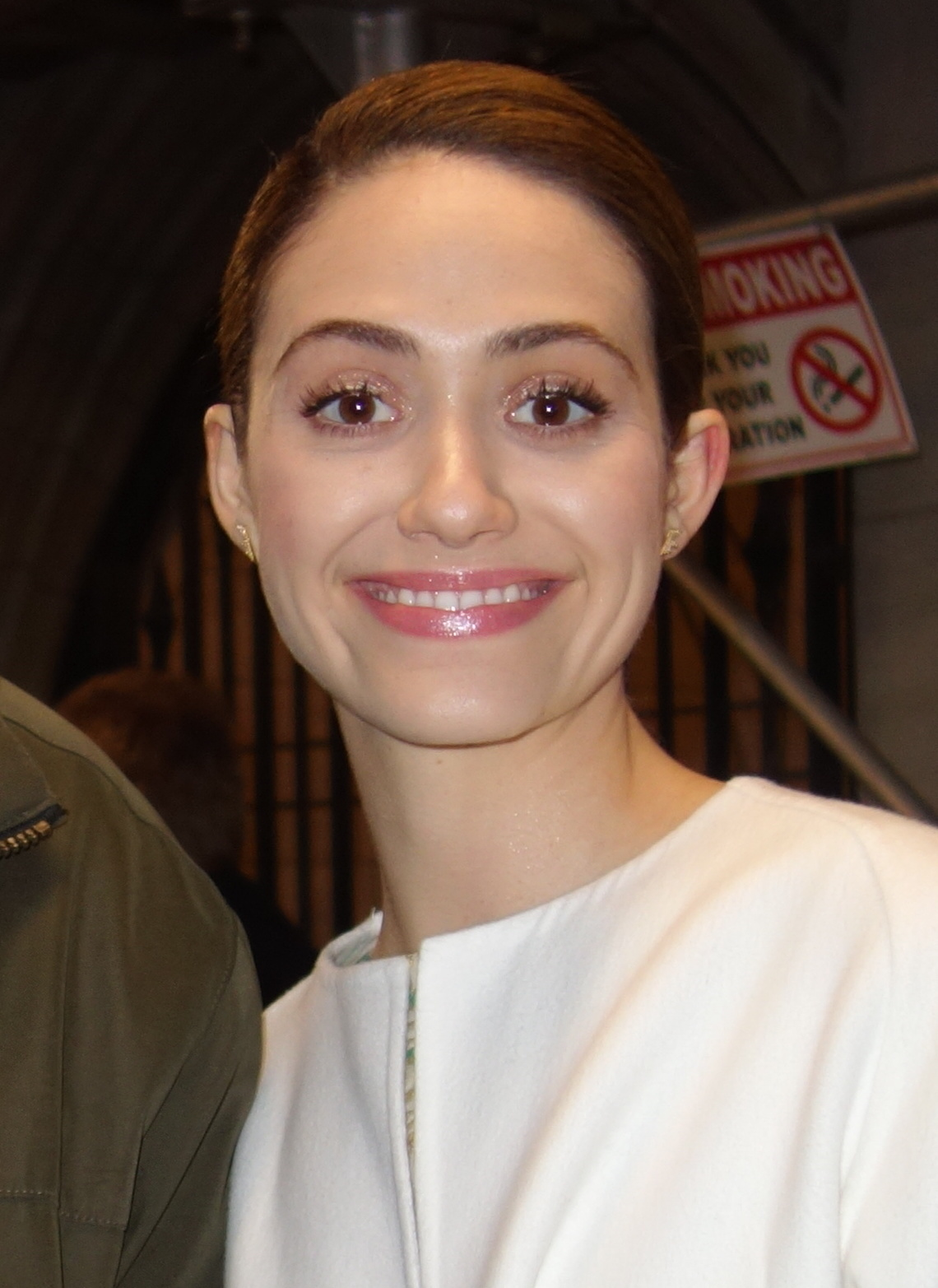
Emmy Rossum (2016)

Emmanuelle Grey „Emmy“ Rossum (* 12. September 1986 in New York City) ist eine US-amerikanische Sängerin, Schauspielerin und Regisseurin. Sie wurde mit den Filmen The Day After Tomorrow und Das Phantom der Oper im Jahr 2004 weltweit bekannt.

## Leben

### Kindheit und Jugend
Emmy Rossum wurde als Tochter einer jüdischen Familie in New York geboren. Sie hat keine Geschwister. Ihr Vater ist ein Bankier, ihre Mutter Fotografin.
Sie ging auf die Spence School in Manhattan, bis die Lehrer sie aufgrund ihres häufigen Fehlens vor ein Ultimatum stellten: Entweder sie würde sich auf ihre Schullaufbahn konzentrieren und die Karriere hinten anstellen, oder sie müsse die Schule verlassen. Rossum entschied sich für letzteres und machte bei der University of Nebraska-Lincoln online ihren High-School-Abschluss.

### Karriere
Als Kind trat Emmy Rossum in der Metropolitan Opera in über 50 Opern auf, unter anderem Tschaikowskis Pique Dame und der von Franco Zeffirelli geleiteten Carmen. Gesungen hat sie mit Plácido Domingo, Luciano Pavarotti, Dolly Parton und anderen. Ihre Schauspiel-Karriere begann mit Fernsehshows wie Law & Order (1997), Jung und Leidenschaftlich – Wie das Leben so spielt (1999), und The Practice (2001). Außerdem verkörperte sie die junge Audrey Hepburn in der Audrey Hepburn Story, mit Jennifer Love Hewitt (2000).
Rossum wirkte seitdem in diversen Filmen mit, z. B. Songcatcher (2000), It Had to Be You (2000), Mystic River (2003) und The Day After Tomorrow (2004). In letzterem spielte sie die Freundin von Jake Gyllenhaal.

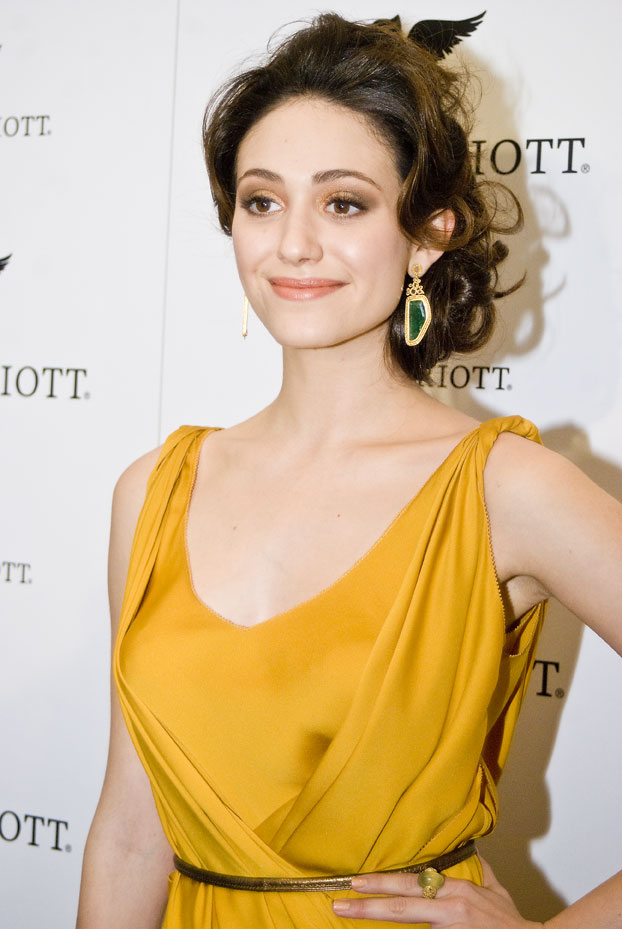
Emmy Rossum (2011)

Ihren internationalen Durchbruch feierte Rossum im Dezember 2004 in der Rolle der Christine Daaé in Das Phantom der Oper, einer Filmversion von Andrew Lloyd Webbers gleichnamigen Musical. An der Seite von Gerard Butler und Patrick Wilson drehte sie als 17-Jährige und sang ihre Gesangsparts selbst ein. Dies brachte ihr eine Reihe von Auszeichnungen, Preisen und eine Golden-Globe-Nominierung ein. Rossum hatte die Bühnenversion des Musicals vorher nie gesehen und konnte von daher unvoreingenommen an die Rolle herangehen. Erst nach dem Dreh sah sie sich eine Aufführung an. Für die Rolle informierte sie sich über die verschiedensten Dinge wie Degas’ Malereien im Musee d’Orsay (um die Körperhaltung einer Ballerina annehmen zu können) oder spirituelle Kontaktaufnahme mit Verstorbenen (um Christines Beziehung zu ihrem toten Vater und dem „Engel der Musik“ besser nachvollziehen zu können).
In Poseidon, einem Film von Wolfgang Petersen, spielte sie die Tochter von Kurt Russell. Der am 12. Mai 2006 in den Kinos angelaufene Film bekam eher durchwachsene Kritiken und war kommerziell wenig erfolgreich. Auf der Bühne war sie in Williamstown als Julia in Romeo und Julia zu sehen.
Nachdem Rossum aufgrund ihres Erfolgs mit Das Phantom der Oper mehrere Angebote für Plattenverträge und Musikalben bekommen hatte, nahm sie über einen längeren Zeitraum für Geffen Records ein Album namens Inside Out auf. Es wurde am 23. Oktober 2007 veröffentlicht. Seit 2011 ist sie neben William H. Macy in der US-Adaption der britischen Erfolgsserie Shameless zu sehen. Im August 2018 wurde bekannt, dass sie die Serie nach neun Staffeln verlassen wird. Im März 2012 wurde sie für die Literaturverfilmung Beautiful Creatures gecastet.
Ende Januar 2013 brachte sie ihr zweites Album Sentimental Journey heraus. 2014 spielt Emmy Rossum in Das Glück an meiner Seite nicht nur die Betreuerin einer an ALS erkrankten Frau (dargestellt von Hilary Swank), sondern ist im Abspann des Films singend zu hören und zu sehen.
2016 gab sie mit der Inszenierung einer Folge von Shameless ihr Regiedebüt. Im Jahr darauf führte sie erneut bei der Serie Regie. 2019 drehte sie eine Folge der Serie Modern Love.

### Persönliches
Zusammen mit ihrer Mutter lebt Emmy Rossum in Manhattan. Von 2004 bis 2005 hatte sie eine Beziehung mit David Wildenstein, einem Mitglied der Millionärsfamilie Wildenstein. Im Februar 2008 heiratete sie den Musikproduzenten Justin Siegel. Die Ehe hielt anderthalb Jahre, im September 2009 reichte Rossum die Scheidung ein. Rossum ist mit dem Drehbuchautor und Regisseur Sam Esmail verheiratet, den sie 2013 am Set seines Filmes Comet kennenlernte.
Am 24. Mai 2021 wurden die beiden Eltern einer Tochter und am 5. April 2023 eines Sohnes.
2007 wurde Rossum die Werbepersönlichkeit für The Body Shop.
Momentan studiert Rossum an der Columbia University. Sie hat einen Kurs in Kunstgeschichte absolviert, inspiriert von ihren Degas-Studien in Paris. Sie ist Botschafterin für YouthAIDS und – seit 2009 – für die Brustkrebsorganisation Pinkitude, da ihre Großmutter an Brustkrebs verstarb.

## Filmografie

### Als Schauspielerin
- 1997: Law & Order (Fernsehserie, Folge 8x10)
- 1998: Nur Liebe hält ewig (Only Love, Fernsehfilm)
- 1998: A Will of Their Own (Miniserie, eine Folge)
- 1998: Grace & Glorie (Fernsehfilm)
- 1999: Jung und Leidenschaftlich – Wie das Leben so spielt (As the World Turns, Fernsehserie)
- 1999: Snoops – Charmant und brandgefährlich (Snoops, Fernsehserie, zwei Folgen)
- 1999: Das einsame Genie (Genius, Fernsehfilm)
- 2000: Songcatcher
- 2000: It Had to Be You
- 2000: The Audrey Hepburn Story (Fernsehfilm)
- 2001: Ein amerikanischer Traum (An American Rhapsody)
- 2001: Hand in Hand mit dem Tod (Happy Now)
- 2001: Practice – Die Anwälte (The Practice, Fernsehserie, zwei Folgen)
- 2002: Passionada
- 2003: Nola
- 2003: Mystic River
- 2004: The Day After Tomorrow
- 2004: Das Phantom der Oper (The Phantom of the Opera)
- 2006: Poseidon
- 2009: Dare – Hab’ keine Angst. Tu’s einfach! (Dare)
- 2009: Dragonball Evolution
- 2011: Inside (Fernsehserie, eine Folge)
- 2011–2019: Shameless (Fernsehserie, 110 Episoden)
- 2013: Beautiful Creatures – Eine unsterbliche Liebe (Beautiful Creatures)
- 2014: Before I Disappear
- 2014: Comet
- 2014: Das Glück an meiner Seite (You’re Not You)
- 2019: Mr. Robot (Fernsehserie, Cameo)
- 2018: Eine dumme und nutzlose Geste (A Futile and Stupid Gesture)
- 2019: Hard Powder (Cold Pursuit)
- 2022: Angelyne (Miniserie, 5 Episoden)
- 2023: The Crowded Room (Miniserie)

### Als Regisseurin
- 2016–2017: Shameless (Fernsehserie, 2 Episoden)
- 2017: Animal Kingdom (Fernsehserie, 1 Episode)
- 2019: Modern Love (Fernsehserie, 1 Episode)

## Auszeichnungen und Nominierungen
| Jahre | Filmtitel                | Rolle           | Bemerkungen |
| ----- | ------------------------ | --------------- | --- |
| 1999  | Genius                   | Claire Addison  | Fernsehfilm Nominiert – Young Artist Award beste Nebendarstellerin in einem Fernsehfilm |
| 2000  | Songcatcher              | Deladis Slocumb | Nominiert – Independent Spirit Awards bestes Debüt |
| 2004  | The Day After Tomorrow   | Laura Chapman   | Nominiert – MTV Movie Award bestes Debüt |
| 2004  | The Phantom of the Opera | Christine Daaé  | Broadcast Film Critics Association Award für den besten jungen Darsteller National Board of Review of Motion Pictures Award bester Debütauftritt einer Schauspielerin Saturn Award für den besten jungen Darsteller Young Artist Award beste weibliche Hauptrolle Nominiert – Golden Globe Award Beste Hauptdarstellerin (Musical oder Komödie) Nominiert – Online Film Critics Society Award bestes Schauspielerdebüt Nominiert – Satellite Award Beste Hauptdarstellerin (Musical oder Komödie) |

## Diskografie (Auswahl)
| Jahr | Titel Musiklabel                         | Höchstplatzierung, Gesamtwochen, AuszeichnungChartsChartplatzierungen (Jahr, Titel, Musiklabel, Platzierungen, Wochen, Auszeichnungen, Anmerkungen) | Anmerkungen                                           |
| Jahr | Titel Musiklabel                         | US | Anmerkungen                                           |
| ---- | ---------------------------------------- | --- | ----------------------------------------------------- |
| 2007 | Inside Out Geffen Records                | US199 (1 Wo.)US | Erstveröffentlichung: 23. Oktober 2007 1. Studioalbum |
| 2007 | Carol of the Bells Geffen Records        | — | Erstveröffentlichung: 27. November 2007 EP            |
| 2013 | Sentimental Journey Warner Bros. Records | US92 (1 Wo.)US | Erstveröffentlichung: 29. Januar 2013 2. Studioalbum  |